# Коштіль
Коштіль, Коштіуй (рум. Coștiui) — село у повіті Марамуреш в Румунії. Входить до складу комуни Вишня Рівня.
Село розташоване на відстані 414 км на північ від Бухареста, 40 км на північний схід від Бая-Маре, 126 км на північ від Клуж-Напоки.

## Населення
За даними перепису населення 2002 року у селі проживали 782 особи.
Національний склад населення села:
| Національність | Кількість осіб | Відсоток |
| -------------- | -------------- | -------- |
| угорці         | 402            | 51,4%    |
| українці       | 317            | 40,5%    |
| румуни         | 62             | 7,9%     |

Рідною мовою назвали:
| Мова       | Кількість осіб | Відсоток |
| ---------- | -------------- | -------- |
| угорська   | 401            | 51,3%    |
| українська | 320            | 40,9%    |
| румунська  | 60             | 7,7%     |